# Michał Szczepan
Michał Szczepan (ur. 29 września 1927 we Lwowie, zm. 25 marca 2000 w Warszawie) – polski trener boksu.

## Życiorys
Przed II wojną światową uczył się w Szkole Powszechnej im. Stanisława Konarskiego we Lwowie. Wiosną 1944 został żołnierzem Armii Krajowej, w szeregach 11 Karpackiej Dywizji Piechoty Armii Krajowej, jesienią tegoż roku wstąpił jako ochotnik do 2 Armii Wojska Polskiego, służył jako zwiadowca w 56 Pułku Artylerii Przeciwpancernej. Walczył m.in. pod Budziszynem i w operacji praskiej, uczestniczył też w walkach z UPA. Został zdemobilizowany we 1946 w stopniu starszego sierżanta.
Początkowo mieszkał w Tarnowie, następnie w Krakowie, gdzie rozpoczął treningi bokserskie w Wiśle Kraków. Ok. 1947 zamieszkał we Wrocławiu, tam podjął pracę w Państwowej Fabryce Wagonów (Pafawag) oraz treningi bokserskie w klubie sportowym Pafawag Wrocław. W latach 1947–1952 stoczył 95 walk, odnosząc 68 zwycięstw. Równocześnie w 1949 ukończył kurs trenerski i pracował jako trener, najpierw w klubie Stal-WSK (Fasil) Wrocław, a od 1953 w Pafawagu (jego zawodnikiem był tam m.in. Józef Grudzień). Był asystentem Feliksa Stamma w reprezentacji Polski podczas mistrzostw Europy w 1957. Od 1960 pracował jako trener w Gwardii Wrocław. Poprowadził ten zespół do awansu do awansu do II ligi (1962) i następnie I ligi (1964), w 1966 sięgnął z nim po drużynowe mistrzostwo Polski, w 1967 po brązowy medal drużynowych mistrzostw Polski. Jego zawodnikami w Gwardii Wrocław byli m.in. olimpijczycy Józef Grzesiak, Artur Olech i Ludwik Denderys, a także indywidualni mistrzowie Polski Zbigniew Olech i Antoni Dąsal. W 1964 i 1965 został uznany najlepszym trenerem na Dolnym Śląsku w plebiscycie Słowa Polskiego.
Od 1971 pracował w sekcji bokserskiej Gwardii Warszawa. Z warszawskim klubem zdobył sześć tytułów drużynowego mistrza Polski (1972, 1974, 1976, 1978, 1979 i 1982), a jego zawodnikami byli m.in. olimpijczycy Jerzy Rybicki, Grzegorz Skrzecz, Paweł Skrzecz i indywidualni mistrzowie Polski Jacek Kucharczyk, Włodzimierz Piątkowski, Jerzy Skoczek, Stanisław Łakomiec, Piotr Marcinkowski, Sławomir Miedziński, a także m.in. Edmund Montewski i Roman Misiewicz. Był II trenerem reprezentacji Polski podczas igrzysk olimpijskich w Monachium (1972), podczas których polscy zawodnicy zdobyli jeden złoty. jeden srebrny i dwa brązowe medale. Samodzielnie prowadził reprezentację na igrzyskach olimpijskich w Montrealu (1976), gdzie Polacy zdobyli jeden złoty (Jerzy Rybicki) i cztery brązowe medale. Razem z Czesławem Ptakiem prowadził reprezentację podczas mistrzostw świata w 1978, gdzie złoty medal wywalczył Henryk Średnicki, a ponadto polscy zawodnicy zdobyli dwa medale brązowe. Jako asystent pomagał jeszcze Czesławowi Ptakowi w przygotowaniach do igrzysk olimpijskich w Moskwie (1980), ale skoncentrował się na pracy klubowej. Od 1989 zajmował się przede wszystkim szkoleniem młodzieży.
Był funkcjonariuszem Milicji Obywatelskiej, tam w 1989 uzyskał awans na podpułkownika. W 1990 służył krótko w Policji, następnie przeszedł na emeryturę.
Był odznaczony Krzyżem Kawalerskim, Krzyżem Oficerskim i Krzyżem Komandorskim (1997) Orderu Odrodzenia Polski, a także Krzyżem Walecznych.
Został pochowany na cmentarzu w Pyrach.